# Ariane Friedrich
Pour les articles homonymes, voir Friedrich.
Ariane Friedrich, née Tempel le 10 janvier 1984 à Nordhausen, est une athlète allemande spécialiste du saut en hauteur.

## Biographie
Elle remporte la médaille d'or en saut en hauteur lors des championnats d'Europe junior 2003. 
Aux Jeux de Pékin elle réalise 1,96 m ce qui lui donne la septième place du concours puis est reclassée 6e à la suite du dopage d'Anna Chicherova. Pour le dernier meeting Golden League de la saison, lors du Mémorial Van Damme de Bruxelles, elle réalise 2,00 comme la Belge Tia Hellebaut et la Croate Blanka Vlašić, mais comme elle est la seule de ces trois athlètes à avoir réussi la barre précédente, 1,97 m à son premier essai, elle termine en tête du concours et prive la Croate de la victoire en Golden League.
Lors de la saison hivernale suivante, elle remporte son premier titre chez les séniors en remportant le championnat d'Europe en salle avec un saut à 2,01 m. Elle débute ensuite la saison de Golden League par une victoire lors du meeting ISTAF de Berlin avec un saut à 2,06 m devançant la Croate Vlašić de 3 cm et en battant d'un cm le record national détenu par Heike Henkel depuis 18 ans.

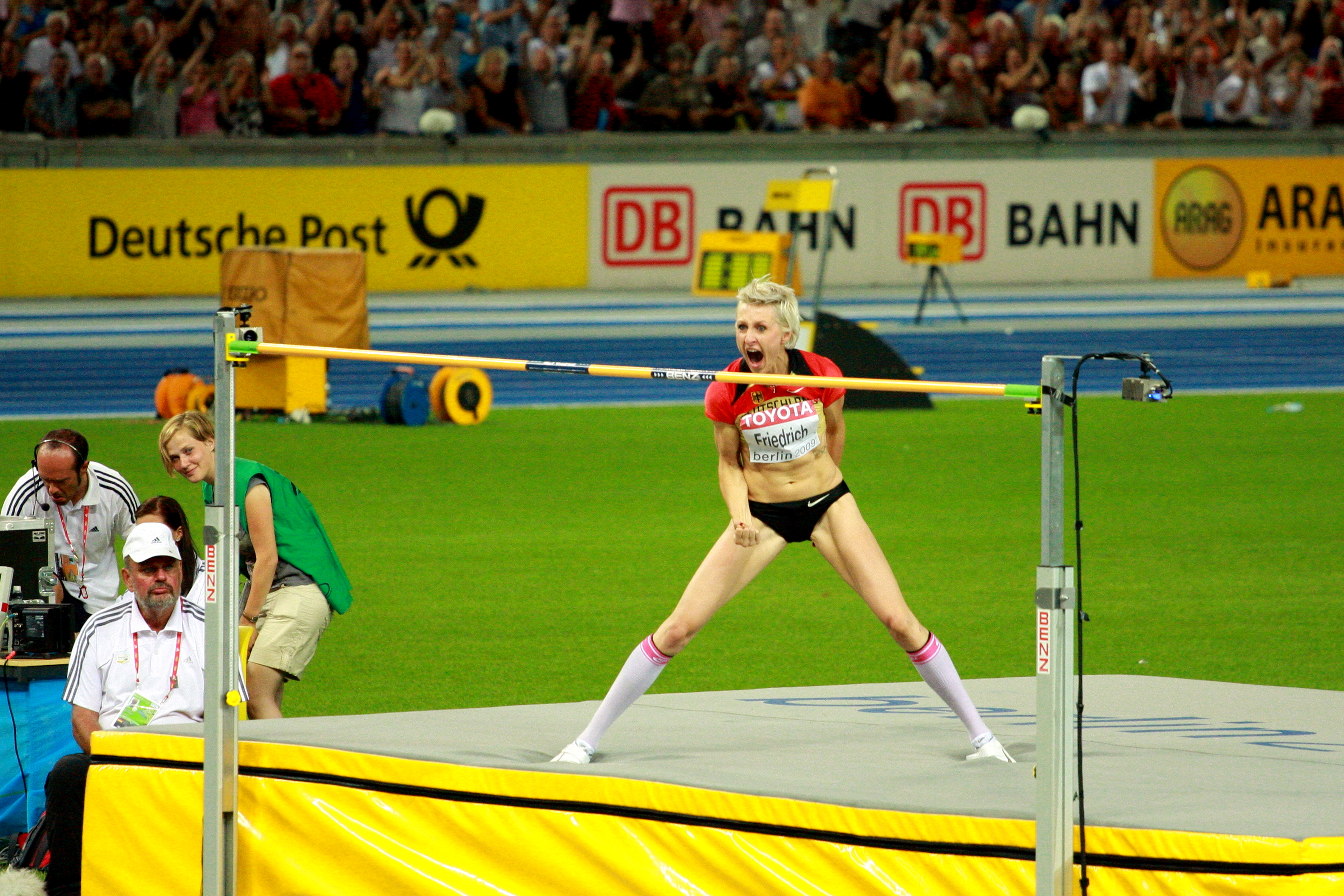
Ariane Friedrich lors des Championnats du monde de Berlin en 2009.

Dans ce même stade olympique de Berlin, elle échoue dans sa tentative de remporter le titre mondial. Bien que soutenue par le public, qui la laisse sauter dans un silence absolu, elle ne réalise que 2,02 m, barre qu'elle franchit à sa troisième tentative. la Russe Anna Chicherova la devance aux essais tandis que la Croate Blanka Vlašić réalise 2,04 m.
Aux championnats d'Europe 2010, elle se classe 3e du saut en hauteur devancée par Blanka Vlašić et la Suédoise Emma Green avec un bond à 2,01 m. Le 22 décembre de la même année, elle se blesse au tendon d'Achille et manque toute la saison 2011, elle annonce un possible retour pour la saison en salle de 2012.
Présente aux Jeux olympiques à Londres, elle est éliminée aux qualifications. Elle n'a pu franchir 1,96 m.
Son meilleur saut en 2012 est d'1,93 m lors des qualifications aux Jeux olympiques à Londres et de 1,90 m à Bühl en 2013.
Après son accouchement le 12 septembre 2014, Ariane Friedrich déclare vouloir rapidement reprendre l’entraînement pour « ne pas perdre son rêve » de revenir au haut-niveau[réf. nécessaire].
Friedrich prévoit un retour lors de la saison en salle 2016 où elle a en premier but de participer aux Championnats d'Allemagne le 22 février. Elle fait finalement son retour le 17 janvier à Frankfort avec 1,87 m. 10 jours plus tard, elle réalise à son troisième essai 1,88 m lors du meeting de Cottbus.
Le 1er février 2018, il est annoncé qu'Ariane Friedrich récupérera la médaille d'argent des championnats du monde 2009 où elle terminait 3e derrière Blanka Vlašić et Anna Chicherova. Chicherova, disqualifiée des Jeux de 2008 pour dopage, l'est également pour ce championnat et toute autre compétition jusqu'en 2010,. Elle reçoit la médaille lors de l'ISTAF Berlin le 1er septembre 2019.
Le 22 juillet 2018, lors des championnats d'Allemagne, Ariane Friedrich annonce la fin de sa carrière sportive.

## Vie privée
Ariane Friedrich est mariée au champion olympique André Lange. De leur union est née une fille, Amy, le 12 septembre 2014 à Erfurt.

## Palmarès

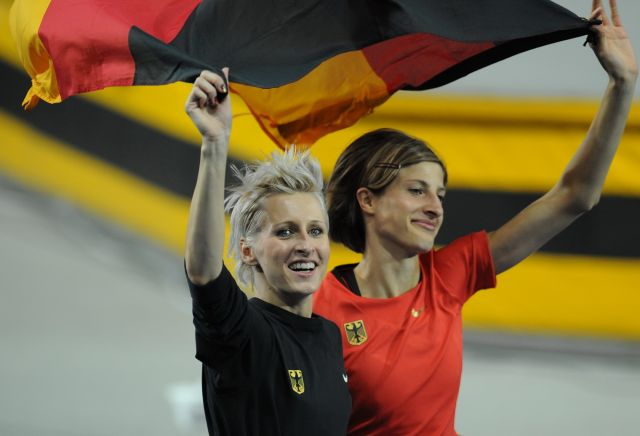
Ariane Friedrich (à gauche) lors des Championnats du monde de Berlin en 2009.

| Date | Compétition                         | Lieu          | Résultat | Marque  |
| ---- | ----------------------------------- | ------------- | -------- | ------- |
| 2003 | Championnats d'Europe juniors       | Tampere       | 1re      | 1,88 m  |
| 2004 | Coupe d'Europe des nations          | Bydgoszcz     | 3e       | 1,92 m  |
| 2005 | Championnats d'Europe espoirs       | Erfurt        | 3e       | 1,90 m  |
| 2005 | Universiade                         | Izmir         | 3e       | 1,88 m  |
| 2007 | Championnats d'Europe en salle      | Birmingham    | qual.    | 1,89 m  |
| 2007 | Universiade                         | Bangkok       | 2e       | 1,90 m  |
| 2008 | Coupe d'Europe des nations en salle | Moscou        | 1re      | 2,00 m  |
| 2008 | Championnats du monde en salle      | Valence       | 8e       | 1,93 m  |
| 2008 | Coupe d'Europe des nations          | Annecy        | 1re      | 2,03 m  |
| 2008 | Jeux olympiques                     | Pékin         | 4e       | 1,96 m  |
| 2008 | Finale mondiale                     | Stuttgart     | 3e       | 1,97 m  |
| 2008 | Golden League                       | Golden League | 2e       | détails |
| 2009 | Championne d'Europe en salle        | Turin         | 1re      | 2,01 m  |
| 2009 | Championnats d'Europe par équipes   | Leiria        | 1re      | 2,02 m  |
| 2009 | Universiade                         | Belgrade      | 1re      | 2,00 m  |
| 2009 | Championnats du monde               | Berlin        | 2e       | 2,02 m  |
| 2009 | Golden League                       | Golden League | 2e       | détails |
| 2010 | Championnats d'Europe par équipes   | Bergen        | 3e       | 1,98 m  |
| 2010 | Championnats d'Europe               | Barcelone     | 3e       | 2,01 m  |
| 2010 | DécaNation                          | Annecy        | 1re      | 2,00 m  |
| 2012 | Jeux olympiques                     | Londres       | qual.    | 1,93 m  |

## Records
| Épreuve         | Épreuve   | Marque      | Lieu      | Date            |
| --------------- | --------- | ----------- | --------- | --------------- |
| Saut en hauteur | Plein air | 2,06 m (NR) | Berlin    | 14 juin 2009    |
| Saut en hauteur | En salle  | 2,05 m      | Karlsruhe | 15 février 2009 |